# Bactericera salicivora
Bactericera salicivora är en insektsart som först beskrevs av Reuter 1876.  Bactericera salicivora ingår i släktet Bactericera och familjen spetsbladloppor. Arten är reproducerande i Sverige. Inga underarter finns listade i Catalogue of Life.